# Rostocker Längsschnittstudie
Die Rostocker Längsschnittstudie ROLS ist eine prospektiv angelegte Längsschnittuntersuchung der Klinik für Psychiatrie, Neurologie, Psychosomatik und Psychotherapie im Kindes- und Jugendalter der Universitätsmedizin Rostock. Sie verfolgt die Entwicklung von 294 Rostockern seit ihrer Geburt im Jahr 1970/71. Die Studie gehört damit zu den am längsten laufenden Entwicklungsstudien Europas. Der empirische Nachweis über die wechselseitige Verstärkung und Abschwächung biologischer und psychosozialer Risiken für das Leistungs- und Sozialverhalten von Kindern wurde zu einem wegweisenden Ergebnis der Verlaufsuntersuchungen. Dahingehend konnten grundlegende Erkenntnisse über den Entwicklungskontext von Kindern und Jugendlichen und deren Bewältigungsprozesse gewonnen werden. Im weiteren Verlauf wurden unter anderem Individuationsstrategien zwischen Kindheit und Elternschaft sowie Familie und Gesellschaft rekonstruiert.
Die Studie wird auch aktuell durch die Deutsche Forschungsgemeinschaft gefördert.